# Comuna Cikalove, Velîka Oleksandrivka
Cikalove (în ucraineană Чкалове) este o comună în raionul Velîka Oleksandrivka, regiunea Herson, Ucraina, formată din satele Cikalove (reședința), Karlo-Marksivske, Krînîceanka, Stepove și Vîșneve.

## Demografie
Componența lingvistică a comunei Cikalove
     Ucraineană (94,74%)
     Rusă (3,1%)
     Română (1,78%)
     Alte limbi (0,19%)
Conform recensământului din 2001, majoritatea populației comunei Cikalove era vorbitoare de ucraineană (94,74%), existând în minoritate și vorbitori de rusă (3,1%) și română (1,78%).